# 彩虹小馬大電影
是2017年一部基於動畫影集《彩虹小馬：友情就是魔法》的加拿大－美國動畫歌舞奇幻電影，由獅門娛樂（除中國外）所發行。該片由傑森·提森執導、梅根·麥卡西撰寫劇本，主要配音員包括塔拉·史壯、艾希莉·波爾、安卓亞·李柏曼、塔碧莎·卓曼、凱西·薇瑟樂克、艾蜜莉·布朗、克莉絲汀·錢諾維斯、李佛·薛伯、麥可·潘納、希雅·富勒、泰·迪哥斯、烏佐·阿杜巴和柔伊·莎達娜等人。
電影動畫使用Toon Boom Harmony、由DHX Media和Allspark Pictures製作，於2017年9月24日在美國紐約市首映，並於2017年10月6日在美國等地上映。

## 劇情簡介
紫悦公主與全小馬國正開心籌備友誼節，但風暴王的手下幻影卻帶大軍來摧毀小馬國，更封印了宇宙公主、月亮公主和音韵公主的魔力，想將她們的魔力獻給風暴王。紫悦公主在好朋友們的幫助下幸運逃過一劫，但她們必須離開小馬國，找到一位海馬(Seapony)公主，才能救回三位公主。於是在蘋果嘉兒、雲寶、碧琪、柔柔、珍奇和穗龍的陪伴下，紫悦公主展開了一段不可思議的奇幻冒險，途中受到很多新夥伴的協助，希望用她們的友情瓦解風暴王和幻影的黑暗勢力。
到逹目的地後，看見天星公主及初心女王，也發現原來海馬一族是由鷹馬變化而來的古老傳說。但紫悦在其他人不知所措的情況下正正在偷取珍珠，使海馬女王禁止小馬們到該地方。碧琪及紫悦也因此而爭論，開始受到友誼的錯折。紫悦被拐走後，蘋果嘉兒、雲寶、碧琪、柔柔、珍奇、穗龍連同新夥伴一併合作，打敗風暴王、拯救小馬國及紫悦。

## 角色
- 紫悅：神駒族，本作的主角，認真冷靜，熱愛書籍，致力於帶領「主角六馬」（Mane 6）在小馬國宣傳友誼與和諧。
- 云宝：飛馬，性格陽剛，勇敢自信。
- 苹果嘉儿：陸馬，農夫。
- 碧琪：陸馬，樂觀天真，無厘頭。
- 柔柔：飛馬，溫柔閑靜，熱愛動物。
- 珍奇：獨角獸，熱愛時裝。
- 穗龍：幼龍，本作唯一男主角，紫悅的頭號助手。
- 宇宙公主：神駒族，小馬國的統治者。
- 月亮公主：宇宙公主的妹妹。
- 妙音希雅：飛馬，流行歌手，角色設計以英語配音演員希雅的舞臺面部設計為藍本。[11]
- 幻影：獨角獸，獨角破損。
- 古霸：長著巴哥臉的小刺蝟，風暴王的手下。
- 風暴王（Storm King）：薩堤爾似的「風暴怪物」，威脅小馬國的存亡。
- 卡柏：貓，曾經是詐騙高手。
- 西林諾船長：鸚鵡，海盜。
- 初心女王：小海馬（seapony），海馬國（Seaquestria）的統治者，天星公主的母親。
- 天星公主：小海馬，曾由鹰馬转换而来，初心女王的女兒。

## 配音員
| 角色                           | 配音                            | 配音   | 配音   | 配音     |
| 角色                           | 英語                            | 台灣   | 香港   | 中國大陸 |
| ------------------------------ | ------------------------------- | ------ | ------ | -------- |
| 紫悅（Twilight Sparkle）       | 塔拉·史壯 蕾貝卡·蕭伊凱特（唱） | 劉如蘋 | 林嘉欣 | 牟珈论   |
| 雲寶（Rainbow Dash）           | 艾希莉·波爾                     | 陳凱莉 | 王綺婷 | 卫一萌   |
| 蘋果嘉兒（Applejack）          | 艾希莉·波爾                     | 連婉鈞 | 石梓晴 | 郑凯誉   |
| 碧琪（Pinkie Pie）             | 安卓亞·李柏曼 珊农·陈-肯特      | 王貞令 | 黃紫嫻 | 杨鸣     |
| 柔柔（Fluttershy）             | 安卓亞·李柏曼                   | 陳凱莉 | 楊婉潼 | 李贞     |
| 珍奇（Rarity）                 | 塔碧莎·卓曼 卡佐米·伊凡斯（唱） | 王貞令 | 姜嘉蕾 | 周莉     |
| 穗龍（Spike）                  | 凱西·薇瑟樂克                   | 王貞令 | 高可慧 | 高晗     |
| 宇宙公主（Princess Celestia）  | 妮可·奧利佛                     | 龍顯蕙 | 劉惠雲 |          |
| 月亮公主（Princess Luna）      | 塔碧莎·卓曼                     | 劉如蘋 | 謝穎茵 |          |
| 卡丹絲公主（Princess Cadence） | 布里琪·马克奇利普               | 連婉鈞 |        |          |
| 蘋果麗麗（Apple Bloom）        | 蜜雪兒·克伯爾                   |        |        |          |
| 麥托什（Big McIntosh）         | 彼德·紐                         |        |        |          |
| 史密夫婆婆（Granny Smith）     | 塔碧莎·卓曼                     |        |        |          |
| 妙音希亞（Songbird Serenade）  | 希雅                            | 錢欣郁 | 楊善諭 |          |
| （Code Red）                   | 亞當·本吉斯                     |        |        |          |
| 幻影（Tempest Shadow）         | 愛蜜莉·布朗                     | 汪世瑋 | 鄭欣宜 | 纪艳芳   |
| 古霸（Grubber）                | 麥可·潘納                       | 孟慶府 |        | 赵鑫     |
| 風暴王（The Storm King）       | 李佛·薛伯                       | 陳彥鈞 | 黃志明 |          |
| 卡柏（Capper）                 | 泰·迪哥斯                       | 陳彥鈞 | 徐天佑 |          |
| 維可（Verko）                  | 布萊恩·多布森                   |        |        |          |
| 西林諾船長（Captain Celaeno）  | 佐伊·索尔达娜                   | 錢欣郁 |        | 陈杨     |
| （Boyle）                      | 馬克斯·馬蒂尼                   | 林谷珍 |        |          |
| （Mullet）                     | 馬克·奧利弗                     | 周寧   |        |          |
| （Lix Spittle）                | 妮可·奧利佛                     | 汪世瑋 |        |          |
| 初心皇后（Queen Novo）         | 烏佐·阿杜巴                     | 錢欣郁 |        | 孟丽     |
| 天星公主（Princess Skystar）   | 克莉絲汀·錢諾維斯               | 龍顯蕙 |        |          |
| 灰色飛馬                       | 塔碧莎·卓曼                     |        |        |          |
| （Bulk Biceps）                | 麥克·多布森                     |        |        |          |
| 派對飛飛（Party Favor）        | 山姆·文森特                     |        |        |          |
| （Canterlot Pony）             | 亞當·本吉斯                     |        |        |          |

其他配音員（英語）
- （Citizens of Canterlot）：麥克·多布森（英语：Michael_Dobson_(actor)），安德魯·馬可尼（英语：Andrew_McNee），特根·莫斯（英语：Tegan_Moss），莎貝拉·皮特，蘿達·李斯，山姆·文森特（英语：Samuel_Vincent）
- （Denizens of Klugetown）：理查德·伊恩·寇克斯（英语：Richard_Ian_Cox），麥克·多布森（英语：Michael_Dobson_(actor)），安德魯·馬可尼（英语：Andrew_McNee），彼德·紐（英语：Peter_New），妮可·奧利佛
- 其他角色：艾莉史塔兒·艾貝爾（英语：Alistair_Abell），茱莉亞·班森（英语：Julia_Benson），克麗絲丁·卡特連恩（英语：Christine_Chatelain），保羅·多布森（英语：Paul_Dobson_(actor)），西歐班·威廉斯（英语：Siobhan_Williams），羅德爾·雷諾的森，凱特琳·巴斯托，傑森·辛普森，莎拉·特羅爾

## 製作

### 發展
在2012年的聖地牙哥國際漫畫展，《友情就是魔法》的首席編劇梅根·麥卡西評論了基於系列的專題電影的可能性，並說明是否製作電影不是由她決定。2014年10月22日孩之寶正式宣佈本電影的製作，由乔·巴拉里尼擔任編劇，梅根·麥卡西擔任聯合執行製片人。孩之寶工作室主席史蒂芬·戴維斯認為本電影「可以讓我們有機會去講個更大的故事，講那種無法在電視上講的故事」且「是一個擴充玩具產品線的良機」。本電影是孩之寶工作室自資電影工作室（film label）「Allspark Pictures」的首部作品之一。在2015年2月22日的PonyCon AU中，麥卡西表示本電影和衍生作品《小馬國女孩》無關，且劇組「正竭盡全力確保電影不止像是一個加長版的電視劇集」。
電視系列的導演傑森·提森和麥卡西被分別確認為電影的導演和編劇；除麥卡西外，麥可·沃格亦簽約成為聯合執行製片人，而孩之寶行政總裁布赖恩·戈德纳和史蒂芬·戴維斯則擔任監製。蕭麗塔和麥可·沃格稍後也被宣佈將和麥卡西一同編寫劇本。
2016年4月30日，孩之寶相關人員在位於莫斯科舉辦的PonyRadioCon上正式公佈概念藝術圖和其它資訊，而會上的討論會中也公佈了一些額外的劇情細節（如主角將在部分時間變身為「小海馬」（seapony））。

### 角色及配音

#### 英語
獅門娛樂最初的宣佈中包括了繼續擔任她們原本角色的《友情就是魔法》主要配音團隊（包括塔拉·史壯、艾希莉·波爾、安卓亞·李柏曼、塔碧莎·卓曼和凱西·薇瑟樂克），以及作為新角色的演員克莉絲汀·錢諾維斯。2016年2月12日，艾蜜莉·布朗被宣佈加入配音團隊。2016年4月27日，演員麥可·潘納和烏佐·阿杜巴正協商是否加入配音團隊。5月16日，李佛·薛伯和泰·迪哥斯確認加入團隊。6月20日，艾希莉·波爾通過Twitter表示她開始錄音電影中的歌曲。在2016年7月的聖地牙哥國際漫畫展中，歌手希雅·富勒被宣佈將成為新的名為妙音希雅的「流行歌手小馬」角色。2017年1月11日，《Variety》報道柔伊·莎達娜已加入團隊。2017年1月23日《友情就是魔法》配音員妮可·奧利佛通過Twitter確認她是電影團隊的一部分，繼續擔任她宇宙公主的角色。

### 動畫
動畫師Michel Gagné在2015年6月10日收到傑森·提森的電郵及在2016年初聽取項目簡報後，以效果動畫師的身份於同年4月2日加入劇組，在那八個月中暫時離開索尼動畫的一部蜘蛛人動畫電影。2016年初，Gagné報告Nik Gipe以他助手的身份加入劇組，他亦提到電影使用Toon Boom Harmony來製作動畫，而非平時《彩虹小馬：友情就是魔法》電視劇集中所使用的Adobe Flash動畫軟體。

## 音樂及原聲帶
本電影的官方原聲帶由RCA唱片於2017年9月22日發佈。
電影歌曲和配樂均由《友情就是魔法》作曲家丹尼尔·英格拉姆創作，他於GalaCon 2015宣佈他將和一個管弦樂隊合作。就他對電影的作曲，英格拉姆說「我得挑戰自己去超越（自己在）電視劇集中所做的，寫得更宏大、更壯麗」，而PonyRadioCon的討論會則中公佈了電影中總共會有8首原創歌曲。2017年2月17日的孩之寶玩具會的投資者簡報中宣佈將會有7首歌曲。電影配樂的管弦樂隊部分共有大約5800頁樂譜，於2017年6月5日至6月11日錄音。
希雅亦為電影原聲帶創作一首名為《Rainbow》的原創歌曲，其官方MV也已於9月19日於由《娱乐周刊》首發。而丹麥盧卡斯葛拉漢樂團也將為電影創作一首原創歌曲「Off to See the World」，該曲於首個預告片中播放。韓國歌手CL也為電影獻唱一首歌曲「No Better Feelin'」。
| 曲序     | 曲目                         | 词曲 | 表演者                                                                                                | 时长  |
| -------- | ---------------------------- | --- | --- | ----- |
| 1.       | We Got This Together         | 丹尼尔·英格拉姆 麥可·沃格                                                                                                  | Rebecca Shoichet Shannon Chan-Kent （ 英语 ： Shannon Chan-Kent） 安卓亞·李柏曼 艾希莉·波爾 Kazumi Evans （ 英语 ： Kazumi Evans） | 3:32  |
| 2.       | I'm the Friend You Need      | 英格拉姆 沃格 | 泰·迪哥斯                                                                                             | 2:15  |
| 3.       | Time to Be Awesome           | 英格拉姆 沃格 | 柔伊·莎達娜 波爾 Chan-Kent 李柏曼 Evans 凱西·薇瑟樂克                                                 | 2:54  |
| 4.       | One Small Thing              | 英格拉姆 沃格 | 克莉絲汀·錢諾維斯 Chan-Kent 李柏曼 波爾 Evans                                                         | 2:47  |
| 5.       | Open Up Your Eyes            | 英格拉姆 沃格 梅根·麥卡西                                                                                                  | 愛蜜莉·布朗                                                                                           | 3:23  |
| 6.       | Rainbow                      | 希雅·富勒 | 希雅                                                                                                  | 3:17  |
| 7.       | Off to See the World         | Lukas Forchhammer Mark Falgren Magnus Larsson Christopher Brown Stefan Forrest Morten Jensen David Labrel Morten Pilegaard | 盧卡斯葛拉漢樂團                                                                                      | 3:04  |
| 8.       | Thank You for Being a Friend | | 瑞秋·普蕾頓                                                                                           | 3:17  |
| 9.       | Can You Feel It              | | DNCE                                                                                                  | 2:54  |
| 10.      | I'll Chase the Sky           | | Jessie James Decker                                                                                   | 2:52  |
| 11.      | No Better Feelin'            | | CL | 2:53  |
| 12.      | I'll Be Around               | | Palmer Reed                                                                                           | 3:49  |
| 13.      | Neighsayer                   | | Lukas Nelson                                                                                          | 3:17  |
| 总时长： | 总时长：                     | 总时长： | 总时长：                                                                                              | 40:14 |

## 宣傳及發行
2015年8月7日，獅門娛樂確認它們將於全球範圍（除中國外）發佈和推廣本電影。本電影在第69屆坎城影展和其它8部獅門娛樂負責的電影一起展示於眾，希望可以將電影銷售給國際分銷商。
《彩虹小馬大電影》原本預計2017年11月3日上映，隨後提前至2017年10月6日。正片放映前將放映同為孩之寶工作室製作的網絡劇集《Hanazuki: Full of Treasures》的動畫短片。電影的私人首映式則已在2017年9月24日於紐約市的AMC Loews Lincoln Square 13劇院舉行。

### 宣傳
孩之寶製作了不少基於電影角色、佈置和道具的玩具，並已於2017年8月1日發佈大批產品。2016 PonyRadioCon討論會中簡短地預覽了一些計劃的商品（包括T恤和圖樣等）。2016年7月27日，彩虹小馬可蒐集卡片遊戲在Twitter上暗示了新一套基於電影的卡片。孩之寶為電影設計的玩具線於美國國際玩具展覽會2017和其它不少玩具展中被展示及推廣。Entertainment Earth則為電影推出了毛絨玩具，開始分階段於它們網站上發佈。
不少與電影有關的書和漫畫也被宣佈：《彩虹小馬：2018年年刊》包括了「來自《彩虹小馬大電影》的獨家內容」，於2017於8月10日發佈；一篇「前傳」故事，於8月1日發佈。2017年1月23日，Hachette Book Group列出了5本為電影而寫的書，全部於2017年8月29日發佈。6月4日的BookCon 2017中展出了基於電影的圖書，艾希莉·波爾和安卓亞·李柏曼亦作為特邀嘉賓出席現場。而IDW公司也將發佈一本名為《彩虹小馬大電影前傳》的迷你系列漫畫書，首本已於2017年6月發行。而碧日則於2017年8月29日發佈電影的藝術集。
該電影的官方音軌則計劃於2017年9月22日由RCA唱片發佈。
2017年4月6日，獅門娛樂發佈了電影的前導預告片，在電影《藍色小精靈：失落的藍藍村》播映前放映。臺灣方面，負責代理的片商CatchPlay則在2017年6月2日發佈對應中文版前導預告片，並於其官方Facebook上公佈臺灣繁體中文版的電影海報。完整預告片於2017年6月29日發佈並於《神偷奶爸3》播映前放映。CatchPlay亦隨後於7月18日釋出中文版完整預告，首次曝光電影中新角色的中文譯名。2017年9月12日，《今日美國》於其網站上發佈新一支預告片；同日電影官方Facebook專頁亦舉辦了一場由劇中角色碧琪（安卓亞·李柏曼飾）及紫悅（塔拉·史壯飾）主持的問答直播。另一條預告片則於2017年9月20日在第十二季總決賽時播放。
2017年9月12日有消息指出電影將計劃引入中國內地，唯檔期待定；电影首张简体中文版先导海报则于9月20日公布。香港方面，2017年9月20日有消息指電影將於2017年聖誕節前後上映。2017年11月10日，電影確認將在12月14日於香港上映並公佈海報，更註明「陳詩慧填寫全新粵語歌詞」，是《彩虹小馬：友情就是魔法》系列中港臺所有地區配音中首次出現對於其中歌曲的中文翻唱。2017年11月15日首隻粵語預告片釋出。
2018年1月18日，《小马宝莉大电影》簡體中文版定档海报及预告片正式公布，确定于2018年2月2日在中国大陆上映。

### 銷售與發行
《彩虹小馬大電影》於2017年12月9日率先以數位HD的形式，在亞馬遜、iTunes等網路商店發售。2018年1月9日再以藍光、DVD的形式發售並登陸實體店面，均由獅門娛樂發行。
臺灣方面，2018年2月7日發售《彩虹小馬大電影》的出租版DVD，5月25日發售直銷版DVD，但並沒有發行藍光版的計劃，均由勁藝多媒體發行。

## 外部連結
- 官方网站（英文）
- 互联网电影数据库（IMDb）上《彩虹小馬大電影》的资料（英文）
- 爛番茄上《彩虹小馬大電影》的資料（英文）
- Metacritic上《彩虹小馬大電影》的資料（英文）
- Box Office Mojo上《彩虹小馬大電影》的資料（英文）
- AllMovie上《彩虹小馬大電影》的资料（英文）
- 豆瓣电影上《彩虹小馬大電影》的資料 （简体中文）
- 时光网上《彩虹小馬大電影》的資料（简体中文）
- 開眼電影網上《彩虹小馬大電影》的資料（繁體中文）